# Лисандр
Лисандр  (др.-греч. Λύσανδρος; 452—395 до н. э.) — спартанский военачальник и флотоводец, завершивший Пелопоннесскую войну решительной победой над Афинами.

## Биография
О ранних годах жизни Лисандра известно немногое. Его отцом был Аристокрит, принадлежавший к роду Гераклидов.
В 407 году до н. э. Лисандр становится навархом (главнокомандующим) спартанского флота, боевой дух которого был подорван рядом поражений от афинского наварха Алкивиада. Лисандр сумел восстановить мощь флота, подружившись с персидским царевичем Киром, на чьи деньги были построены новые корабли, а также на треть повышена плата гребцам. В октябре-ноябре 407 года до н. э. Алкивиад попытался вызвать Лисандра на бой, но последний уклонился от сражения. Когда же Алкивиад отбыл в Афины, Лисандр атаковал афинский флот в районе острова Самос и нанёс ему поражение в битве при Нотии. Афиняне потеряли 15 кораблей, и эти потери значительно ослабили позиции Алкивиада в родных Афинах, что повлекло его отстранение от командования афинским флотом.
Лисандр содействовал организации олигархических партий (гетерий) в греческих городах Малой Азии и с их помощью побуждал города к активной борьбе с Афинами. В конце 406 г. до н. э. кончился срок его должности, и на смену Лисандру был прислан из Спарты Калликратид. Чтобы затруднить положение своего преемника, Лисандр отослал Киру Младшему деньги, остававшиеся не истраченными на нужды спартанского флота. Когда же спартанский флот потерпел поражение при Аргинусских островах (406 до н. э.), в котором погиб Калликратид, спартанцы вновь отправили Лисандра на флот — формально в качестве эпистолевса, то есть помощника наварха, при Араке (начало 405 г. до н. э.). Но на деле командование флотом полностью вернулось к Лисандру. Кир, отозванный к умирающему отцу, передал Лисандру управление Передней Азией и все лично принадлежавшие ему доходы с греческих городов на побережье.
Избегая сначала столкновений с афинским флотом, Лисандр действовал против союзников Афин. Когда он взял приступом союзный с Афинами город Лампсак на Геллеспонте, афиняне, следовавшие за ним со 180 кораблями, расположились против Лампсака, в устье реки Эгоспотамы, где произошла последняя битва Пелопоннесской войны (405 год до н. э.). Афинский флот был почти полностью уничтожен. Несколько тысяч афинян, в том числе ряд стратегов, были взяты в плен и казнены. Союзные Афинам города были заняты Лисандром, всюду он назначал правителей из числа преданнейших ему людей.
Наконец, в конце 405 г. до н. э., опустошив остров Саламин, Лисандр со 150 кораблями подплыл к Пирею; одновременно с этим Афины были обложены с суши царями Агисом и Павсанием. Когда в марте 404 года до н. э. афиняне, терпя голод, решили сдаться, Лисандр вошёл в Афины, чтобы привести в исполнение условия мира: вернул афинских изгнанников, отнял все корабли, кроме 12, уничтожил верфи и положил начало разрушению Длинных и Пирейских стен.
В конце лета 404 года до н. э. Лисандр опять появляется в Афинах и, лично присутствуя на народном собрании, заставляет афинян принять предложение Драконтида о передаче власти 30 олигархам. Вскоре ему сдался и Самос.
По мнению Плутарха, появление в Спарте массы трофейных богатств привело к распространению там страсти к деньгам, до тех пор неведомой спартиатам, и падению традиционных лаконских нравов.
Так как олигархи, поставленные во главе городов, были обязаны своим возвышением Лисандру, то он считался в это время распорядителем судеб всей Греции; поэты воспевали его подвиги, некоторые города почитали как бога. В Малой Азии, куда Лисандр был назначен стратегом, многие города жаловались на его жестокость и насилия, но тщетно, пока, наконец, не поступили жалобы и от верного союзника спартанцев, сатрапа Фарнабаза. Тогда эфоры послали Лисандру тайный приказ явиться в Спарту. Опасаясь ответственности, он отправился в Ливию для исполнения обета, данного им Зевсу-Аммону. Оба царя, завидовавшие ему и боявшиеся его могущества, решили сменить олигархов — друзей Лисандра и благоприятствовать демократическим партиям.
В Аттике вспыхнуло восстание демократов; Лисандр вернулся в Спарту и уговорил послать афинским олигархам 100 талантов на наём войска, которым должен был предводительствовать Лисандр; но в это время демократы восторжествовали в Афинах, и для Лисандра наступили годы бездействия.
В 398 году до н. э., когда умер царь Агис, и ему должен был наследовать его сын Леотихид, Лисандр убедил брата Агиса, Агесилая, поднять вопрос о незаконнорождённости Леотихида и стать царём, что и удалось благодаря деятельному участию Лисандра. В 396 году до н. э. он сопровождал Агесилая в Малую Азию, рассчитывая опять играть видную роль, но Агесилай вовсе не был склонен поддаваться его советам. Полный ожесточения против Агесилая и своих сограждан, Лисандр вернулся в Спарту, намереваясь добиться власти посредством государственного переворота. Тем временем фокидяне, с которыми начали войну фиванцы, обратились за помощью к спартанцам; последние послали к ним Лисандра, который должен был составить войско из фокидян и окрестных мелких народов и напасть на Фивы с запада, а царь Павсаний с войском из спартанцев и пелопоннесцев — с юга. Для соединения обоих войск назначен был город Галиарт, но Павсаний опоздал на соединение. Лисандр, не дожидаясь его, подступил к стенам города, но во время вылазки осаждённых был убит, а его войско потерпело поражение.

## В культуре
Лисандр стал персонажем трагедии Пьера Корнеля «Агесилай».